# Матей Микита
Матей Микита (хресне ім'я Михаїл; 20 вересня 1802, Гава — 18 березня 1885, Мукачево) — церковний діяч, священник-василіянин, протоігумен василіянської провінції святого Миколая на Закарпатті (1869—1885).

## Життєпис
Народився 20 вересня 1802 року в селі Гава Саболцького комітату, нині Гававенчелло, Саболч-Сатмар-Берег, Угорщина. Середні студії розпочав у Великому Каролі, а продовжив у Великому Варадині, де отримав атестат зрілості. У 1823 році вступив на новіціят до Краснобрідського монастиря. Вічні монаші обіти склав 1826 році. Курс філософії завершив у Мукачівському монастирі, а на богословські студії перейшов до монастиря в Маріяповчі.
У 1828 році, ще під час богословських студій, був висвячений єпископом Олексієм Повчієм на священника. Рік пізніше був призначений до праці при Краснобрідському монастирі, звідки в 1833 році його переведено на економа до Маріяповч. На посаді економа Маріяповчанської обителі був аж до 1852 року, коли його поставлено ігуменом Біксадського монастиря. Чотири роки пізніше перейшов на посаду ігумена в Маріяпоч, виконуючи одночасно обов'язки провінційного радника. У 1869 році на Краснобрідській капітулі був обраний на уряд протоігумена, крім того єпископ Степан Панкович призначив його радником консисторії Мукачівської єпархії.
Помер 18 березня 1885 року в Мукачівському монастирі на 83 році життя.